# Nuestro Tiempo (1901-1926)
Nuestro Tiempo fue una revista publicada en Madrid entre 1901 y 1926.

## Descripción
Editada en Madrid, su primer número apareció a comienzos de 1901. Se trataba de una revista mensual dirigida por Salvador Canals y que era distribuida al precio de 2,5 pesetas. Publicada mensualmente al comienzo, si bien pasaría a tener periodicidad quincenal en 1905, llevó el subtítulo «Revista Mensual, Ciencias y Artes, Política y Hacienda» y cesó en 1926. Entre sus colaboraciones se encontraron las firmas de autores como Pío Baroja, Marcos Rafael Blanco Belmonte, Enrique Gómez Carrillo y Miguel de Unamuno, entre otros.